# Mukařov (district de Mladá Boleslav)
Pour les articles homonymes, voir Mukařov.
Mukařov (en allemand : Mukarschow) est une commune du district de Mladá Boleslav, dans la région de Bohême-Centrale, en République tchèque. Sa population s'élevait à 204 habitants en 2020.

## Géographie
Mukařov se trouve à 5,5 km au nord-ouest de Mnichovo Hradiště, à 18 km au nord de Mladá Boleslav et à 64 km au nord-est de Prague.
La commune est limitée par Ralsko au nord, par Strážiště et Neveklovice à l'est, par Jivina et Horní Bukovina au sud, et par Rokytá à l'ouest.

## Histoire
La première mention écrite de la localité date de 1352.

## Administration
La commune se compose de trois quartiers :
- Mukařov
- Borovice
- Vicmanov

## Transports
Par la route, Mukařov se trouve à 8 km de Mnichovo Hradiště, à 25 km de Mladá Boleslav et à 81 km du centre de Prague.